# Steve Riley
Steve Riley, född 22 januari 1956 i Revere, Massachusetts, död 24 oktober 2023, var en amerikansk trummis.
Riley spelade i band som Roadmaster och The B'ZZ, innan han 1984 ersatte Tony Richards i W.A.S.P. Riley trummade för shockrock-gruppen i tre år (1984–1987) och anslöt sig sedan till L.A. Guns.

## Diskografi (urval)
W.A.S.P.
- 1985 – The Last Command
- 1986 – Inside the Electric Circus
- 1987 – Live...In the Raw